# Prix Apollinaire
Pour les articles homonymes, voir Grand prix de poésie.
Le prix Apollinaire est un prix littéraire français créé en 1941 pour récompenser un ouvrage de poésie. Il est considéré comme le Goncourt de la poésie, non seulement grâce à sa notoriété et au fait qu'il a été longtemps remis chez Drouant (1975-2005), mais aussi parce que certains membres du jury ont été ou sont jurés Goncourt.

## Historique
En 1941, Henri de Lescoët fonde le prix Apollinaire et invite Paul Aeschimann, André Billy, Francis Carco, Philippe Chabaneix, Henry Dérieux et Jean Lebrau à rejoindre le jury.
Durant les années 1950, le prix Apollinaire, présidé par Jean Cocteau et ce jusqu'en 1963, devient une véritable institution littéraire. Sa remise à la brasserie Lipp constitue un événement majeur de la vie culturelle.[réf. nécessaire]
Dans les années 1960, les membres du jury siègent désormais au Procope.
En 1972, les treize membres du jury (Jean Bancal, Luc Bérimont, Hervé Bazin, Philippe Chabaneix, Maurice Chapelan, Andrée Chedid, Georges-Emmanuel Clancier, Maurice Fombeure, Armand Lanoux, Henri de Lescoët, Robert Mallet, Georges Neveux et Robert Sabatier) fondent l'Association Guillaume Apollinaire.
En 1974, le jury, l'Académie Goncourt et l'Association des artistes et écrivains de Champagne se réunissent pour initier un grand événement culturel à Troyes. Voit ainsi le jour Le Printemps de Troyes, une manifestation consacrée au poète Léopold Sédar Senghor, président de la République du Sénégal, lauréat du prix Apollinaire 1974.
En 1975, Hervé Bazin, Armand Lanoux et Robert Sabatier, qui sont à la fois membres de l'Apollinaire et de l'Académie Goncourt, œuvrent pour que le prix, « surnommé le Goncourt de la poésie au cours de ses trente-cinq années d'existence », acquière « pleinement cette appellation ». En 1975, il est décerné pour la première fois dans le salon des Goncourt, au célèbre restaurant Drouant. Cette même année, Robert Mallet devient le président de l'Association Guillaume Apollinaire.
En 1986, en hommage au prix, Drouant inaugure le Salon Apollinaire.
En 1997, un comité d'honneur Goncourt, composé de Daniel Boulanger, Françoise Chandernagor, Didier Decoin, Robert Sabatier, André Stil et Michel Tournier, vient raffermir les liens entre l'Académie et le prix Apollinaire, présidé, à partir du mois de mai 1997, par Georges-Emmanuel Clancier.
En 2006, après trente ans d'étroite collaboration avec Drouant, chercher une nouvelle voie s'impose. Alors que Charles Dobzynski succède à Georges-Emmanuel Clancier, le prix Apollinaire investit le salon du même nom que lui consacre l'Hôtel Claret.
C'est dans les salons du Lutetia que se déroulent, en 2012 et en 2013, les délibérations du jury et les cérémonies de remise du prix Apollinaire.
En 2014, Jean-Pierre Siméon est élu président de l'Apollinaire au Bel-Ami, hôtel qui accompagne le prix pendant deux ans.
En 2016, le prix Apollinaire renoue avec son passé. Désormais, il est accueilli par le célèbre café littéraire Les Deux Magots, où Guillaume Apollinaire lui-même avait ses habitudes. Le jury, présidé par Jean-Pierre Siméon, est composé de Marc Alyn, Linda Maria Baros (secrétaire générale), Tahar Ben Jelloun, Zéno Bianu, Georges-Emmanuel Clancier (président d'honneur), Fabienne Courtade, Philippe Delaveau, Guy Goffette, Jean Portante et Jean Rouaud. Un an plus tard, le prix Apollinaire Découverte voit le jour.
Le prix Apollinaire est doté de 3 500 euros et le prix Apollinaire Découverte de 500 euros grâce à Catherine Mathivat, présidente des Deux Magots.

## Membres du jury
Les membres du jury du prix Apollinaire sont élus à vie :
- Jean-Pierre Siméon – président
- Marc Alyn
- Adeline Baldacchino
- Linda Maria Baros – secrétaire générale
- Tahar Ben Jelloun
- Zéno Bianu
- Patricia Castex-Menier
- Philippe Delaveau
- Anne Dujin
- Guy Goffette (†)
- Jean Portante
- Jean Rouaud
- Jean-Yves Reuzeau

## Liste des lauréats

### Années 1940
- 1941 : Just Calveyrach pour Guyane, Îles de Lérins[3]
- 1942 : Roger Rabiniaux pour Les Faubourgs du ciel, Profils Litt. Fr[3].
- 1943 : Yves Salgues pour Le Chant de Nathanael, Profils Litt. Fr[3].
- 1944 : non décerné[3]
- 1945 : non décerné[3]
- 1946 : non décerné[3]
- 1947 : Hervé Bazin pour Jour, Iles de Lérins[3]
- 1948 : Jean L'Anselme pour Le Tambour de ville, Editions Contemporaines et Rouben Mélik pour Passeur d'horizon, Îles de Lérins[3]
- 1949 : non décerné[3]

### Années 1950
- 1950 : Paul Chaulot pour D'autres terres, Îles de Lérins[3],[4]
- 1951 : Paul Gilson pour Ballades pour fantôme, Éditions Seghers[3]
- 1952 : Alain Bosquet pour Langue morte, Sagittaire[3]
- 1953: Armand Lanoux pour Colporteur, Éditions Seghers[3]
- 1954 : Jean Malrieu pour Préface à l'amour, Cahiers du Sud[3]
- 1955 : André de Richaud pour Le Droit d'asile, Éditions Seghers[3]
- 1956 : Robert Sabatier pour Les Fêtes solaires, Albin Michel[3]
- 1957 : Jacques Baron pour Les Quatre Temps, Éditions Seghers et Gilbert Trolliet pour La Colline, Éditions Seghers[3]
- 1958 : Jean Rousselot pour L'Agrégation du temps, Éditions Seghers[3]
- 1959 : Luc Bérimont pour L'Herbe à tonnerre, Éditions Seghers et Pierre Seghers pour l'ensemble de son œuvre[3]

### Années 1960
- 1960 : Marcel Béalu et Vincent Monteiro pour l'ensemble de leur œuvre[3]
- 1961 : Jean Breton pour Chair et Soleil, La Table Ronde et Gisèle Lombard-Mauroy pour Terres de hêtres, Gallimard[3]
- 1962 : Jane Kieffer pour Cette sauvage lumière, Gallimard[3]
- 1963 : Jean Bancal pour Le Chemin des hommes, Silvaire[3]
- 1964 : Jean Desmeuzes pour Ballade en sol majeur, Profits Poëtiques des Pays Latins[3]
- 1965 : Robert Lorho pour Légendaire, Vodaine[3]
- 1966 : Catherine Tolstoï pour Ce que savait la rose, Éditions Seghers[3]
- 1967 : Lorand Gaspar pour Le Quatrième État de la matière, Flammarion[3]
- 1968 : Luc Estang pour l'ensemble de son œuvre[3]
- 1969 : Albert Fabre pour La lumière est nommée, Grasset[3]

### Années 1970
- 1970 : Pierre Dalle Nogare pour Corps imaginaire, Flammarion[3]
- 1971 : Gaston Bonheur pour Chemin privé, Flammarion[3]
- 1972 : Serge Michenaud pour Scorpion Orphée, Editions Guy Chambelland[3]
- 1973 : Marc Alyn pour Infini au-delà, Flammarion[3]
- 1974 : Léopold Sédar Senghor pour l'ensemble de son œuvre[3]
- 1975 : Charles Le Quintrec pour Jeunesse de dieu, Albin Michel[3]
- 1976 : Bernard Noël pour Treize cases du je, Flammarion[3]
- 1977 : Édouard J. Maunick pour Ensoleillé vif, Le Cherche midi[3]
- 1978 : Jean-Claude Renard pour l'ensemble de son œuvre[3]
- 1979 : Jean Laugier pour Rituel pour une ode, Caractères[3]

### Années 1980
- 1980 : Vénus Khoury-Ghata pour Les Ombres et leurs cris, Éditions Belfond et Jean Mambrino pour L'Oiseau-coeur[5]
- 1981 : Gaston Miron pour L'Homme rapaillé, Maspéro[6]
- 1982 : Jean Orizet pour Le Voyageur absent, Éditions Grasset & Fasquelle[7]
- 1983 : Pierre Gabriel pour La Seconde Porte, Rougerie[8]
- 1984 : Pierrette Micheloud pour Les Mots, la Pierre, La Baconnière[9]
- 1985 : Jean-Vincent Verdonnet pour Ce qui demeure, Rougerie[10]
- 1986 : Claude-Michel Cluny pour Asymétries, Éditions de la Différence[11]
- 1987 : Yves Broussard pour Nourrir le feu, Sud-Poésie[12]
- 1988 : James Sacré pour Une fin d'après-midi à Marrakech, André Dimanche[13]
- 1989 : Philippe Delaveau pour Eucharis, Gallimard [14]

### Années 1990
- 1990 : Jacques Gaucheron pour Entre mon ombre et la lumière, Messidor[15]
- 1991 : Yves Martin pour La mort est méconnaissable[16]
- 1992 : François de Cornière pour Tout cela, Le Dé bleu/Les écrits des forges/L'arbre à paroles[12]
- 1993 : René Depestre pour Anthologie personnelle, Actes Sud[17]
- 1994 : Jean-Pierre Siméon pour Le Sentiment du monde, Cheyne éditeur[18]
- 1995 : Claude Roy pour l'ensemble de son œuvre[19]
- 1996 : Patrice Delbourg pour L'Ampleur du désastre, Le Cherche midi[20]
- 1997 : Richard Rognet pour Lutteur sans triomphe, L'Estocade[21]
- 1998 : Anise Koltz pour Le Mur du son, Éditions phi[22]
- 1999 : Claude Mourthé pour Dit plus bas, Le Castor Astral

### Années 2000
- 2000 : Alain Jouffroy pour C'est aujourd'hui toujours, Gallimard[23]
- 2001 : Alain Lance pour Temps criblé, Obsidiane/Le Temps qu'il fait
- 2002 : Claude Adelen pour Soleil en mémoire, Bernard Dumerchez[24]
- 2003 : François Montmaneix pour Les Rôles invisibles, Le Cherche midi[25]
- 2004 : Jacques Darras pour Vous n'avez pas le vertige, Gallimard/L'Arbalète[26]
- 2005 : Bernard Chambaz pour Été, Flammarion[27]
- 2006 : Jean-Baptiste Para pour La Faim des ombres, Obsidiane[28]
- 2007 : Linda Maria Baros pour La Maison en lames de rasoir, Cheyne éditeur[29]
- 2008 : Alain Borer pour Icare & I don’t, Éditions du Seuil[29]
- 2009 : Jacques Ancet pour L'Identité obscure, Lettres Vives[30]

### Années 2010
- 2010 : Jean-Marie Barnaud pour Fragments d'un corps incertain, Cheyne éditeur
- 2011 : Jean-Claude Pirotte pour Cette âme perdue, Le Castor Astral et Autres Séjours, Le Temps qu'il fait[31]
- 2012 : Valérie Rouzeau pour Vrouz, La Table ronde[32]
- 2013 : Frédéric Jacques Temple pour Phares, balises et feux brefs, suivi de Périples, Bruno Doucey[33]
- 2014 : Askinia Mihaylova pour Ciel à perdre, Gallimard[34]
- 2015 : Liliane Wouters pour Derniers feux sur terre, Le Taillis Pré, ainsi que l'ensemble de son œuvre[35]
- 2016 : Pierre Dhainaut pour l'ensemble de son œuvre, à l'occasion de la parution de son recueil Voix entre Voix, L'herbe qui tremble[36]
- 2017 : Serge Pey pour Flamenco : les souliers de la Joselito, Les fondeurs de brique/Dernier Télégramme[37]
- 2018 : Cécile Coulon pour Les Ronces, Le Castor Astral[38]
- 2019 : Olivier Barbarant pour Un grand instant, Champ Vallon[39]

### Années 2020
- 2020 : Nimrod pour Petit éloge de la lumière nature, Obsidiane[40]
- 2021 : André Velter pour Séduire l’univers précédé d'À contre-peur, Gallimard[41]
- 2022 : Denise Desautels pour Disparaître, L'herbe qui tremble[42]
- 2023 : Patrick Laupin pour La Mort provisoire, La rumeur libre[43]
- 2024 : Michèle Finck  pour La voie du large, Arfuyen [44]

## Liste des lauréats du prix Apollinaire Découverte
- 2017 : Ariel Spiegler pour C'est pourquoi les jeunes filles t'aiment, Corlevour
- 2018 : Alexandre Bonnet-Terrile pour Les Numérotés, Le Castor Astral[38]
- 2019 : Sébastien Fevry pour Solitude Europe, Cheyne éditeur[39]
- 2020 : Anna Ayanoglou pour Le fil des traversées, Gallimard[40]
- 2021 : Jean D’Amérique pour Atelier du silence, Cheyne éditeur[41]
- 2022 : Quentin Dallorme pour Plein Sud, Éditions de l’Aire
- 2023 : Victor Malzac pour Vacance, Cheyne éditeur
- 2024 : Blandine Merle  pour Naître et mourir, Gallimard